# Buidelmarters
De buidelmarters (Dasyurus) zijn een geslacht van buideldieren, behorende tot de echte roofbuideldieren. De wetenschappelijke naam van het geslacht werd in 1796 gepubliceerd door Étienne Geoffroy Saint-Hilaire. Op de Tasmaanse duivel na zijn ze de grootste nog levende roofbuideldieren. Ze vullen de niche in die op andere plaatsen in de wereld wordt ingenomen door marterachtigen en mangoesten. Buidelmarters worden in Australië aangeduid als "quolls".

## Kenmerken

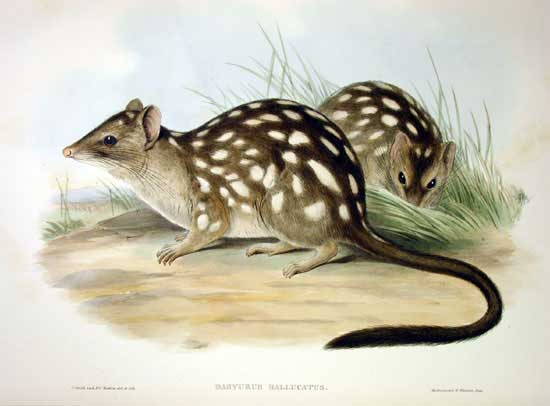
Illustratie van de dwergbuidelmarter (Dasyurus hallucatus)

Buidelmarters zijn kleine tot middelgrote carnivoren, de grote buidelmarter (Dasyurus maculatus) wordt zo groot als een flinke huiskat.
De buidelmarters hebben een bruine vacht met kleine of grotere witte vlekken. De buikzijde is lichter van kleur. De buidel is enkel in de draagtijd volledig ontwikkeld.

## Leefwijze
Ze jagen op insecten, kikkers, hagedissen, vogels en kleine en middelgrote zoogdieren als knaagdieren, klimbuideldieren en wallaby's. De prooi wordt gedood met een beet in de nek of de achterzijde van de kop. Ook aas en vruchten worden gegeten. Het zijn solitaire nachtdieren, die zich overdag schuilhouden in boomstronken en ondergrondse holen. Ze hebben een vast woongebied, en zijn niet territoriaal.

## Voortplanting
De voortplanting bij buidelmarters kenmerkt zich door "superfoetatie", wat inhoudt dat er meer jongen worden geboren dan er daadwerkelijk grootgebracht kunnen worden. Tot dertig jongen worden geboren, terwijl een vrouwelijke buidelmarter slechts zes tepels heeft. De overtollige jongen sterven binnen 48 uur na de geboorte. Het fenomeen van "superfoetatie" is overigens zeldzaam onder buideldieren.

## Verspreiding en leefgebied
De buidelmarters komen voor in Australië, Nieuw-Guinea, Tasmanië en op enkele Aru-eilanden, in regenwouden, gematigde bossen, savannes en graslanden.

## Bedreigingen
Buidelmarters worden bejaagd omdat ze pluimvee zouden roven. De belangrijkste bedreiging vormt echter de habitatvernietiging en -versnippering. Vuur en schapenkudden kunnen struiken en andere schuilplaatsen vernietigen, waardoor de buidelmarters gevoelig worden voor predatie door geïntroduceerde roofdieren als katten en vossen. Vooral de vos vormt een grote bedreiging.

## Soorten
Het geslacht telt zes soorten:
| Afbeelding | Soort                                                        | Verspreiding |
| ---------- | ------------------------------------------------------------ | ------------ |
|            | Dasyurus albopunctatus – Nieuw-Guinese gevlekte buidelmarter |              |
|            | Dasyurus geoffroii – Zwartstaartbuidelmarter                 |              |
|            | Dasyurus hallucatus – Dwergbuidelmarter                      |              |
|            | Dasyurus maculatus – Grote buidelmarter                      |              |
|            | Dasyurus spartacus                                           |              |
|            | Dasyurus viverrinus – Gevlekte buidelmarter                  |              |

De fossiele soort Dasyurus dunmalli is bekend uit het Plioceen van Queensland.